# هروس
الهروس هو معجون الفلفل والبصل، تعده النساء في الجنوب التونسي في منازلهن كجزء من العولة. 
- ويتم إعداده على النحو التالي: يجفف الفلفل الأحمر ثم تنزع بذوره ويتم رحيه، ثم يخلط بكمية مناسبة من البصل والملح المعد مسبقا لمدة طويلة. ويستعمل الهروس في إعداد الطعام وخاصة في أنواع المرق.
- ويختلف عن الهريسة من حيث كونها تصنع من الفلفل والتوابل دون البصل.